# 1958 في اليونان
فيما يلي قوائم الأحداث التي وقعت خلال عام 1958 في اليونان.

## سياسة

### تعيين في المنصب
- 17 مارس – قسطنطين كرامنليس رئيس وزراء اليونان.

### انتهاء فترة المنصب
- 5 مارس – قسطنطين كرامنليس رئيس وزراء اليونان.

## مواليد

### يناير
- 22 يناير – نيكوس أناستوبولوس لاعب كرة قدم يوناني.

### أبريل
- 26 أبريل – جيورجوس كوستيكوس لاعب كرة قدم يوناني.

## وفيات

### نوفمبر
- 7 نوفمبر – أكا غوندوز (مواليد 1885)